# Тавор
Таво́р (на иврит: הר תבור; на гръцки: Όρος Θαβώρ; на арабски: جبل الطور – Джебел-ал-Тор) е възвишение с надморска височина от 575 метра в източната част на Израелската долина, на 9 километра югоизточно от град Назарет в Израел.
Вероятно на планината Тавор е наречен известния чешки град Табор - един от центровете на късносредновековното движение на хуситите.

## История
Тавор се упоменава в Библията като граница между земите на 3 от Израилевите колена: Завулоновото, Исахаровото и Нефалимовото [Нав. 19:22]. По-късно, по времето на Съдиите на Израил, Варак съпровожда пророчицата Девора, начело на 10-хилядна войска по пътя от Тавор към потока Кисон и разбива войската на Сисара, военачалник на асирийския цар Явин.[Съд. 4:1-24] На Тавор загиват и братята на друг от съдиите - Гедеон - съсечени от медиамските царе Зевей и Салман.[Съд. 8:18-19]
На възвишението има 2 християнски манастира – православен и католически, всеки от които претендира, че на неговото място се е състояло Преображението.